# La Loma, Calimaya
La Loma är en ort i Mexiko, tillhörande kommunen Calimaya i delstaten Mexiko, i den centrala delen av landet. Orten hade 299 invånare vid folkräkningen 2010.